# چتفیلد (مینه‌سوتا)
چتفیلد، مینه‌سوتا (به انگلیسی: Chatfield, Minnesota) یک شهر در ایالات متحده آمریکا است که در مینه‌سوتا واقع شده‌است.

## خصوصیات
چتفیلد ۶٫۸۴ کیلومترمربع مساحت و ۲٬۷۷۹ نفر جمعیت دارد و ۳۰۸ متر بالاتر از سطح دریا واقع شده‌است.